# Saskia Bartusiak
Saskia Bartusiak (Frankfurt am Main, 9 de setembro de 1982) é uma futebolista alemã, atua como defensora. Foi medalhista olímpica pela seleção de seu país.

## Carreira
Almuth Schult fez parte do elenco da Seleção Alemã de Futebol Feminino, nas Olimpíadas de 2016.